# Piripá
Piripá este un oraș în statul Bahia (BA) din Brazilia.